# Princípio regulador do culto
Princípio regulador do culto (ou princípio regulador da adoração) é a designação dada à forma como os calvinistas interpretam a relação entre o culto cristão e o segundo mandamento. De acordo com esta perspectiva, Deus só deve ser adorado da forma que ele mesmo requer nas Escrituras Sagradas.
O PRC (Princípio Regulador do Culto) recebeu sua forma clássica e definitiva nas confissões de Fé Reformada do século XVII. Podemos ver isso na Confissão de Fé de Westminster XXI.I:
"A luz da natureza mostra que há um Deus que tem domínio e soberania sobre tudo, que é bom e faz bem a todos, e que, portanto, deve         ser temido, amado, louvado, invocado, crido e servido de todo o coração, de toda a alma e de toda a força; mas o modo aceitável de adorar o verdadeiro Deus é instituído por ele mesmo e tão limitado pela sua vontade revelada, que não deve ser adorado segundo as imaginações e invenções dos homens ou sugestões de Satanás nem sob qualquer representação visível ou de qualquer outro modo não prescrito nas Santas Escrituras."

## A dificuldade do "Ordenar"

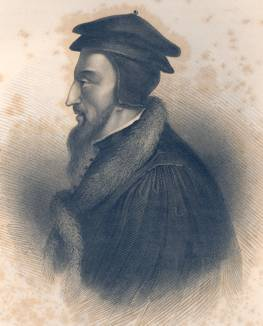
João Calvino.

O Princípio Regulador poderia ser resumido como “O verdadeiro culto é ordenado somente por Deus; o falso culto é algo que Ele não ordenou”; mas existe uma grande dificuldade com essa definição, porque por mais que ela em parte seja verdadeira, ela não explica exaustivamente o Princípio. Vejamos as dificuldades:
- Onde somos ordenados a ter um sermão a cada Domingo?
- Onde somos ordenados a nos encontrarmos no primeiro dia e não no sétimo?
- Onde somos ordenados a celebrar o batismo como parte do culto?

Temos que saber que, para uma didática mais rápida e simples, dizer que "O verdadeiro culto é ordenado somente por Deus; o falso culto é algo que Ele não ordenou" é válido; mas a partir dai teremos que nos atentar à forma como o Novo Testamento trabalha sobre o PRC, já que ele dá muito menos detalhes sobre o culto do que o Antigo Testamento! 
O que quer dizer isso então? Queremos dizer que apenas os Elementos de Culto explícita ou implicitamente ordenados devem fazer parte do Culto Cristão; porém, todos os Elementos de Culto têm suas circunstâncias, ou seja, a forma de como, quando e por quem esse elemento irá ser realizado (essa é a "solução" para esse "problema"). Quais são os Elementos Requeridos por Deus pelas Escrituras Sagrada, portanto?

### Elementos de Culto Segundo a CFW
A Confissão de Fé de Westminster reconhece que apenas os seguintes Elementos de Cultos devem fazer parte do Culto Cristão :
- Oração com ações de graças
- Leitura das Escrituras com o temor divino
- Sã pregação da palavra consciente atenção a ela em obediência a Deus
- Cantar Salmos
- Administração e digna recepção dos sacramentos instituídos por Cristo

### Circunstâncias Preordenadas Segundo a CFW
A Confissão de Fé de Westminster também traz, juntamente com os Elementos de Culto, algumas Circunstâncias que foram ensinadas pela Bíblia Sagrada! Porém, vale ressaltar que essas Circunstâncias não são exaustivas, pois ainda temos outras que, como não tiveram um ensinamento sobre, o homem tem uma certa liberdade no Culto (o horário da reunião é um exemplo).
São essas as circunstâncias :
- A oração com ações de graças, sendo uma parte especial do culto religioso, é por Deus exigida de todos os homens; e, para que seja aceita, deve ser feita em o nome do Filho, pelo auxílio do seu Espírito, segundo a sua vontade, e isto com inteligência, reverência, humildade, fervor, fé, amor e perseverança. Se for vocal, deve ser proferida em uma língua conhecida dos circunstantes. A oração deve ser feita por coisas lícitas e por todas as classes de homens que existem atualmente ou que existirão no futuro; mas não pelos mortos, nem por aqueles que se saiba terem cometido o pecado para a morte.
- A Leitura das Escrituras devem ser acompanhadas com Temor Divino.
- A Sã Pregação deve ser recebida com consciente atenção a ela em obediência a Deus, com inteligência, fé e reverência.
- Nem a oração, nem qualquer outro ato do culto religioso é restrito a um certo lugar, nem se torna mais aceito por causa do lugar em que se ofereça ou para o qual se dirija, mas, Deus deve ser adorado em todo o lugar, em espírito e verdade.
- Nenhum dos dois sacramentos deve ser administrado senão pelos ministros da palavra legalmente ordenados.

## Salmodia Exclusiva e Outras Implicações

### Salmodia Exclusiva
Existe um debate entre os adeptos do Princípio Regulador do Culto onde eles discutem se o PRC logicamente requer que apenas Os Salmos sejam cantados no Culto. Atualmente, a posição que diz que apenas Os Salmos devem ser cantados na Igreja são chamados de Neo-Puritanos e, constantemente são acusados de manter uma tese sem fundamentação Bíblica.
Um argumento parte do princípio da Confessionalidade dos adeptos ao PRC. Esse argumento consiste que, na Assembleia de Westminster, a maioria dos membros eram adeptos à Salmodia Exclusiva ou à Preferencial e que em CFW 21.5 diz apenas "Cantar Salmos". Como veremos a seguir, nenhum desses dois argumentos são necessariamente válidos, o que tornaria o debate puramente bíblico e não confessional. Isso porque "Nick Needham mostrou que o conhecimento da Assembleia de “salmos” era maior do que os Salmos de Davi. Outras músicas eram comumente aceitas na adoração da igreja reformada, apesar dos Salmos serem a dieta principal. Ele encontra o suporte em Richard Baxter, Zwinglio e Bullinger, Calvino e as igrejas reformadas francesas, alemãs e holandesas. Os protestantes ingleses em Genebra não eram opositores a cantar outras passagens da Escritura na adoração, ao passo que o saltério padrão inglês, composto por Sternhold e Hopkins, continha um considerável número de músicas não-davídicas e era definitivo até 1696. Enquanto isso, na Escócia, cantar exclusivamente os salmos era a regra, antes da Assembleia dos escoceses ter usado o Gloria patri". 

### Outras Implicações
Existem algumas outros debates e possíveis implicações como o uso ou não de instrumentos (o não uso geralmente é defendido pelos Neo-Puritanos também), o uso de Vinho ou Suco de Uva na Santa Ceia, o Pão Ázimo ou qualquer Pão e quando celebrar ou não a Ceia.
Percebam que pode ser que alguns desses debates podem ser apenas debates sobre Circunstâncias de Culto que o homem tem certa liberdade; mas outros debatem sobre o que a Bíblia já falou sobre essas circunstâncias.

## Base Bíblica
A Base Bíblica para o Princípio Regulador do Culto é uma visão geral de como Deus sempre ordenou o culto. Podemos resumir nesse Silogismo:
1. No Antigo Testamento, Deus ordenava tudo o que queria no culto, "seguindo" o PRC (Cf. Dt 12.32 e o Livro de Êxodo);
2. O Culto tem um caráter Moral, por isso ele está no segundo mandamento; portanto seu Princípio é Moral e Eterno, já que a Lei de Deus reflete Seus Atributos (Lv 20.7);
3. Logo: O mesmo Princípio que estava no Antigo Testamento está presente no Novo Testamento. E esse Princípio é o Princípio Regulador do Culto, onde Deus é quem dita as ordens de como deve ser adorado.

Alguns versículos para reforçar o argumento proposto acima são:
- Tudo o que eu te ordeno, observarás para fazer; nada lhe acrescentarás nem diminuirás. Deuteronômio 12:32

- Em vão me adoram; seus ensinamentos não passam de regras ensinadas por homens’". Mateus 15:9
- E os filhos de Arão, Nadabe e Abiú, tomaram cada um o seu incensário e puseram neles fogo, e colocaram incenso sobre ele, e ofereceram fogo estranho perante o SENHOR, o que não lhes ordenara. Levítico 10:1

## Para Mais Pesquisas
- Para mais pesquisas, acesse os artigos do Seminário JMC sobre o Princípio Regulador do Culto (Clique aqui para ser redirecionado).